# 63 km (rejon kirowski)
63 km (ros. 63 км) – przystanek kolejowy w pobliżu osiedla dacz, w rejonie kirowskim, w obwodzie leningradzkim, w Rosji. Położony jest na linii Petersburg - Mga - Wołchow.